# Окана-Стази, Бурнель
Бурне́ль Окана́-Стази́ (фр. Burnel Okana-Stazi; род. 10 июля 1983, Gamboma, Республика Конго) — конголезский футболист, полузащитник. Выступал за национальную сборную Конго.

## Биография
Первый тренер Вилли-Ондонго. Воспитанник ФК «Сошо» Конго. Раньше выступал за конголезские клубы: «Валенса», «Пижон-Вер», «Кара», «Ля Манка».
В алчевскую «Сталь» перешёл в 2005 году. В сезоне 2006/07 «Сталь» вылетела в Первую лигу и он покинул команду. Всего в Высшей лиги Украины провёл 49 матчей и забил 3 гола. Летом 2013 года покинул «Сталь».
За сборную Конго провёл 14 матчей, забил 1 мяч.

## Достижения
- Серебряный призёр Первой лиги Украины: 2012/13
- Бронзовый призёр Первой лиги (2): 2009/10, 2010/11